# Dama (šah)
Dama je najmočnejša šahovska figura. Označena je s simbolom »♛«. Ponekod na Slovenskem jo imenujejo tudi kraljica. Na začetku igre je dama postavljena na sredino prve vrste poleg kralja. Najlažje si je zapomniti njen začetni položaj z rekom: "Bela dama na belem polju, črna na črnem polju". V algebrskem šahovskem zapisu je bela dama na začetku igre postavljena na polje d1 in črna na d8.
Dama se lahko premika horizontalno, vertikalno in diagonalno v vse smeri,
torej je po premikih kombinacija trdnjave in lovca. Tako kot ostale figure, tudi dama zajame nasprotnikovo figuro tako, da zasede polje, na katerem je prej stala nasprotnikova figura.
Po navadi je dama za malenkost močnejša kot trdnjava in lovec skupaj, medtem ko je največkrat (odvisno od položaja) malenkost šibkejša kot dve trdnjavi. Načeloma ni pametno menjati damo za drugo šibkejšo figuro, razen, če nato sledi šah-mat ali kakšna druga prednost (pozicijska, strateška). Razen kralja ima tako dama, kot vse ostale figure, relativno vrednost glede na postavitev. Za bivšega šahovskega svetovnega prvaka in enega največjih šahistov vseh časov, Aljehina so zaradi njegovih izjemnih žrtvovanj figur v šali govorili, da vrednoti damo nekje med trdnjavo in vrčkom piva.
Začetniki pogosto razvijejo damo v zgodnjem delu igre, kjer računajo na hitro zajetje nasprotnikovih figur ali celo na šah-mat. Vendar ta taktika uspešno deluje le proti prav tako neizkušenem nasprotniku. Izkušen igralec ve, da je posledica take taktike vodi v izgubo šahovskega tempa in prostora med tem, ko mora kasneje umikati svojo prezgodaj izpostavljeno damo.
Menjava dam največkrat označuje začetek končnice. Po tem, ko so zamenjane dame in nekaj ostalih lahkih figur, se lahko uspešno aktivno vključi tudi kralj, ki nato pogosto pomaga pri napredovanju kmetov, ki se nato najpogosteje promovirajo v damo.